# Садбери-хилл (станция метро)
«Садбери-хилл» (англ. Sudbury Hill) — станция лондонского метро на линии Пикадилли. Находится между станциями «Южный Харроу» и «Садбери-таун». Расположена вблизи железнодорожной станции Садбери-хилл Харроу. Относится к четвёртой тарифной зоне.

## Галерея

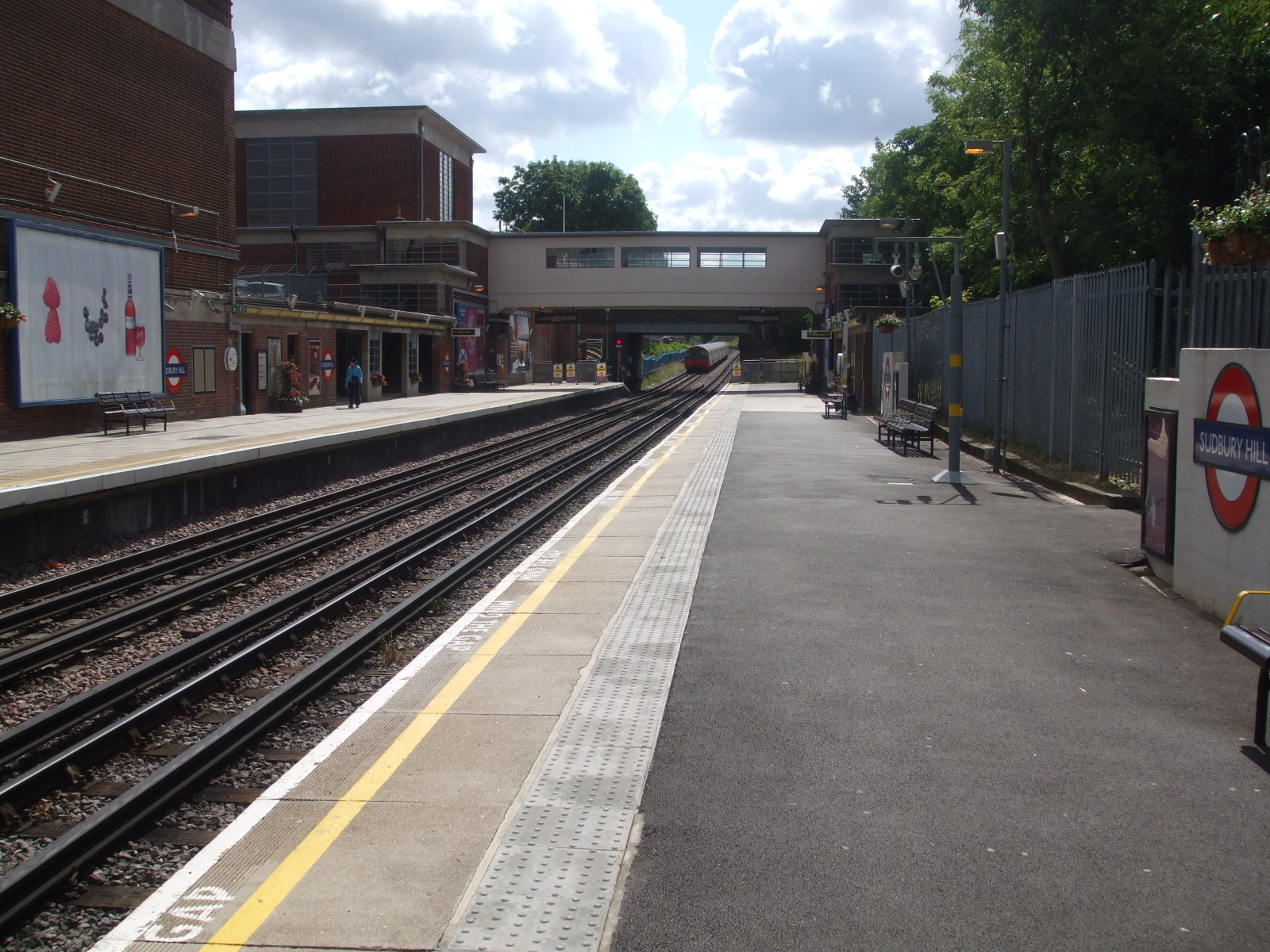
Платформа
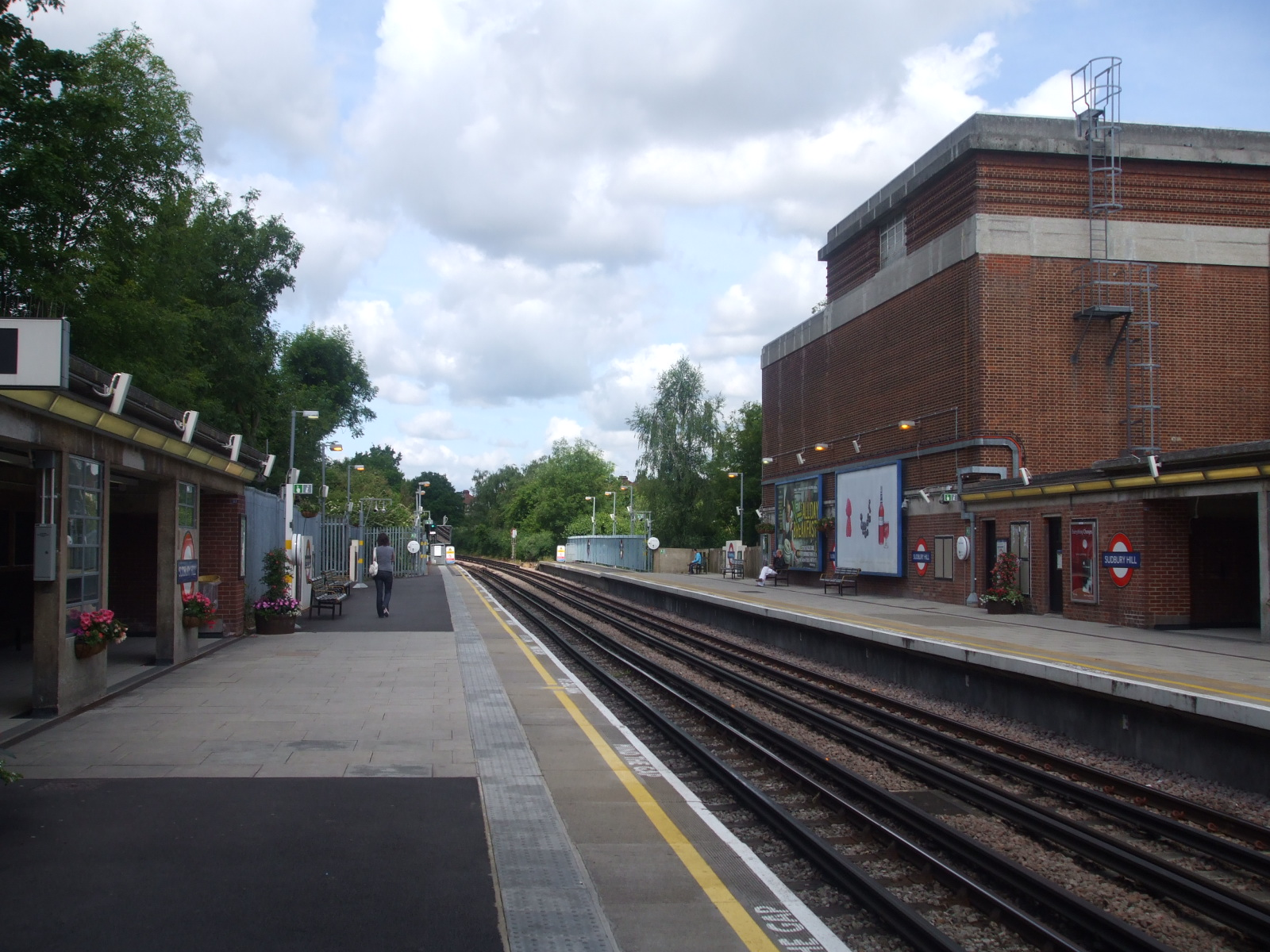
Платформа
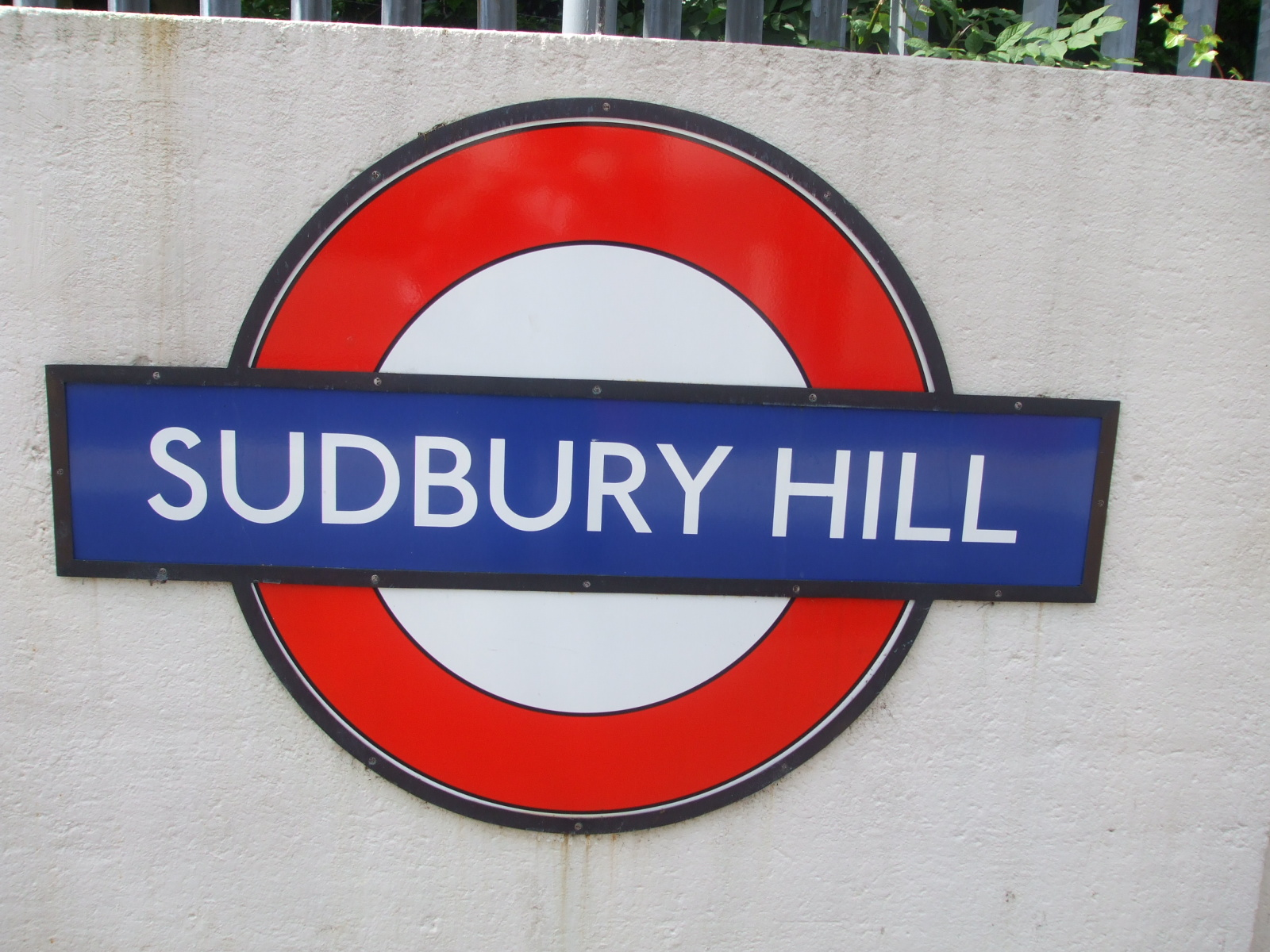
Рондель станции